# Ничего смешного
«Ничего смешного» (пол. Nic śmiesznego) — польский художественный фильм, комедия 1995 года.

## Сюжет
Адам — кинорежиссёр, который не снял пока что ни одного фильма. До сих пор он был только помощником. Ничего ему не удаётся ни в работе, ни в личной жизни. После развода он ищет женщин, но ему и здесь не везет. Наконец, он снимает свой собственный фильм, и тоже терпит провал. Незадавшийся режиссёр в конце концов очень глупо умирает.

## В ролях
- Цезары Пазура — Адам Мяучиньский,
- Эва Блащик — Беата, жена Адама,
- Мацей Козловский — Мацек, друг Адама,
- Агнешка Вагнер — мать Адама,
- Радослав Пазура — отец Адама,
- Витольд Скарух — ксёндз,
- Пётр Махалица — Мики, старший брат Адама,
- Анна Повежа — Аня, дочь Адама,
- Марцин Клепацкий — сын Адама,
- Агнешка Бучек — продавщица в шапке, любовница Адама,
- Йоанна Ендреек — вторая любовница Адама,
- Катажина Гайдарская — венгерка Ильдико, третья любовница Адама,
- Эва Грабарчык — девушка которой Адам поджигает волосы,
- Малгожата Вернер — любовница Адама с хорошим выдохом,
- Моника Доннер-Трелиньская — Малгося,
- Ян Янковский — муж Малгоси,
- Кристина Ткач — Эля, секретарша в творческом коллективе,
- Пётр Гонсовский — директор съёмок первого фильма,
- Хенрик Биста — пиротехник первого фильма,
- Барбара Бабилиньская — женщина в уборной, которая взорвалась,
- Кшиштоф Ковалевский — директор фильма «Поражение»,
- Ханна Слешиньская — ассистентка режиссёра в фильма «Поражение»,
- Здзислав Рыхтер — бригадир на съёмках фильма «Поражение»,
- Марек Кондрат — режиссёр третьего фильма,
- Богдан Баэр — режиссёр фильма с дымом,
- Гжегош Вонс — оператор Вальди,
- Ежи Боньчак — реквизитор,
- Войцех Высоцкий — актёр в фильме Адама,
- Гражина Треля — актриса в фильме Адама,
- Марек Пробош — ассистент на съёмках фильма Адама,
- Роберт Плушка — ассистент на съёмках фильма Адама,
- Томаш Сапрык — ассистент оператора на съёмках фильма Адама,
- Бронислав Павлик — цензор на просмотре фильма Адама,
- Эугениуш Привезенцев — театральный актёр, сосед Адама сверлящий дыры в стенах,
- Божена Дыкель — стоматолог сверлящая зубы Адама,
- Дорота Хотецкая — стоматолог Стефа,
- Малгожата Лесневская — женщина, выходящая от стоматолога,
- Ян Юревич — сосед Адама встреченный в лифте,
- Збигнев Бучковский — работник похоронного бюро.
- Славомир Сулей — работник похоронного бюро.